# I Was Born to Love You
Singles de Freddie Mercury
Love Kills
(1984) Made in Heaven
(1985)
Singles de Queen
Too Much Love Will Kill You
(1996) Let Me Live
(1996)
I Was Born to Love You est une chanson écrite et interprétée par Freddie Mercury, sortie en 1985. Il s'agit du 1er single extrait de son premier album studio solo, Mr. Bad Guy, sorti la même année. La chanson est ensuite réenregistrée avec les trois membres survivants de Queen, après le décès de Mercury, pour leur album Made in Heaven (1995). La version de Queen sort en single en 1996, mais uniquement au Japon, alors qu'elle est sortie en single promotionnel en France et au Royaume-Uni. Il est ressorti en 2004, toujours dans ce même pays.
La chanson a été interprétée en concert pour la première fois durant la tournée japonaise de Queen + Paul Rodgers en 2005. Roger Taylor et Brian May interprètent une version acoustique de la chanson.

## Autour de la chanson
La version de Queen de la chanson comprend des solos de guitare et du chant additionnel, ainsi que certaines lignes de Freddie Mercury issues d'autres chanson de Queen, tels que « Haha it's magic! » (« Haha c'est magique ! », A Kind of Magic), « I get so lonely, lonely, lonely yeah! » (« Je suis si seul, seul, seul oui ! », Living on My Own) et « Give it to me! » (« Donnez-le-moi ! », Hammer to Fall).
La chanson a également été reprise par le boys band anglais Worlds Apart à la fin des années 90. Cette version est connue en France pour son apparition dans le film Les couloirs du Temps : Les Visiteurs 2 en 1998 dans la scène où Jacquouille (Christian Clavier) est effrayé par la diffusion du clip de la chanson diffusé à la télé et n'hésite pas à casser la télé.

## Sortie et accueil
Sorti le 9 avril 1985 comme premier extrait de l'album Mr. Bad Guy, dont la parution se fera à la fin du mois, I Was Born to Love You entre dans les classements britanniques à la 50e place à partir du 20 avril 1985 et fait une solide remontée la semaine suivante, avant d'atteindre la 11e place pendant deux semaines (entre la cinquième et sixième semaine). À partir de la huitième semaine de présence au hit-parade, le single commence à fortement chuter, avant de quitter le classement le 22 juin 1985 à la 51e place.
Il atteint la 4e place des classements sud-africains et le top 20 en Allemagne, en Autriche et en Pologne. Le succès se fait plus modeste aux Pays-Bas, en Suisse et en Belgique et passe relativement inaperçu aux États-Unis, où il ne s'est classé qu'à la 76e place du Billboard Hot 100.

## Clip vidéo
Réalisé par David Mallet, le clip de I Was Born to Love You montre Freddie Mercury amoureux d'une jeune femme (incarnée par Debbie Ash) et lui courant après dans un décor d'appartement. On peut trouver ce clip sur les DVD The Video Collection et Lover of Life, Singer of Songs. Aucun clip pour la version de Queen n'a été réalisé. Cependant, un montage est publié en 2004 avec diverses images d'archives notamment du concert de Wembley de 1986.

## En concert
La chanson figure sur l'album Live Around the World (2020) de Queen + Adam Lambert.

## Classements

### Version de Freddie Mercury
| Classements (1985)                     | Meilleure place |
| -------------------------------------- | --------------- |
| Allemagne (Media Control AG)           | 17              |
| Afrique du Sud (Springbok Charts)      | 4               |
| Autriche (Ö3 Austria Top 40)           | 20              |
| Belgique (Flandre Ultratop 50 Singles) | 35              |
| États-Unis (Hot 100)                   | 76              |
| Japon (Oricon)                         | 55              |
| Pays-Bas (Single Top 100)              | 22              |
| Pays-Bas (Tipparade)                   | 3               |
| Pays-Bas (Nederlandse Top 40)          | 34              |
| Pologne (ZPAV)                         | 20              |
| Royaume-Uni (UK Singles Chart)         | 11              |
| Suisse (Schweizer Hitparade)           | 24              |

### Version de Queen
| Classements | 1996 | 2004 |
| ----------- | ---- | ---- |
| Japon       | 45   | 40   |

## Crédits
Version originale
- Freddie Mercury : chant principal, piano, synthétiseurs et Synclavier
- Fred Mandel : synthétiseur et guitare rythmique
- Paul Vincent : guitare solo
- Curt Cress : batterie
- Stephan Wissnet : guitare basse et Fairlight CMI
- Reinhold Mack : Fairlight CMI et Synclavier II

Version de Queen
- Freddie Mercury : chant principal, chœurs, piano et claviers
- Brian May : guitare électrique et claviers
- Roger Taylor : batterie et percussions
- John Deacon : guitare basse